# 学園前インターチェンジ
座標: 北緯34度41分00秒 東経135度45分20秒 / 北緯34.68333度 東経135.75556度
学園前インターチェンジ（がくえんまえインターチェンジ）は、奈良県奈良市の阪奈道路上のインターチェンジ。
大阪方面、奈良方面いずれにも接続している。なお、西行（大阪方面）の出入口は信号機による交通制御を実施している。

## 接続する道路
- 奈良市道登美ヶ丘中町線

## 周辺情報
- 近鉄奈良線 学園前駅
- 奈良国際ゴルフ倶楽部
- 奈良西警察署
- 帝塚山大学学園前キャンパス

## 隣
阪奈三碓交差点 - 学園前IC - 宝来ランプ

## 注意事項
- 当インターチェンジには街灯が一切設置されていない為、夜間はとても暗いので当インターチェンジを利用する場合、通り過ぎに注意を要する。

## 関連情報
- 無料開放された道路一覧